# Hanin Zoabi
Hanin Zoabi ( Nazareth, 23 de maio de 1969) é uma árabe palestina, cidadã israelense, que se tornou a primeira  mulher árabe israelense a ser eleita para o parlamento de Israel (Knesset). Zoabi concorreu às eleições legislativas em Israel em 2009 pelo partido Balad, que representa a minoria árabe.
Zoabi rejeita  o serviço militar ou civil obrigatório para os cidadãos árabes. Durante uma entrevista, ela declarou: "É frustrante e cansativo ter que estar sempre  na defensiva, quando se trata de questões como: por que eu me identifico como palestina, por que não sou sionista, por que o estado judeu não é democrático e não pode me representar e por que eu tenho a cidadania [israelense]. É um trabalho de Sísifo."
Por ter participado da Flotilha da Liberdade, que tentou furar  o bloqueio à Faixa de Gaza, Hanin Zoabi foi suspensa dos debates da Knesset pela comissão de ética do parlamento isralense, em 2011. A comissão alegou que a deputada participara numa ação que colocava em risco a segurança do estado de Israel.